# Sörtjärnarna, Ångermanland
Sörtjärnarna är en sjö i Strömsunds kommun i Ångermanland och ingår i Ångermanälvens huvudavrinningsområde.